# Bells of Christmas
Bells of Christmas is het laatste kerstalbum van BZN uit 1989. Het werd uitgebracht op cd, lp en MC. Naar eigen zeggen waren ze bang dat ze, na 3 kerstalbums in ongeveer 8 jaar tijd, straks heilig zouden worden verklaard. Bells of Christmas werd beloond met goud, en werd uitgebracht in Nederland en Zuid-Afrika.
In december en januari van 1989, 1990 en 1991 stond dit album in de hitlijsten, met als hoogste resultaat in januari 1990 een 9e positie. Het werd op zowel cd als lp uitgebracht.
Op het album is onder andere het eerste Nederlandstalige lied dat BZN ooit heeft opgenomen te vinden: Iedereen heeft zo z'n dromen. Later zouden nog twee Nederlandstalige albums volgen, Leef je Leven (2003) en Die mooie tijd (2005).

## Tracklist
1. Joy to the world [G.F. Händel/Adapted by J. Tuijp/J. Keizer/J. Veerman/D. Plat/D. v.d. Horst/C. Smit/H. Hollestelle]
2. Bells ring [J. Tuijp/J. Keizer/J. Veerman/D. Plat/D. v.d. Horst/C. Smit/H. Hollestelle]
3. Chante à Noël [J. Tuijp/J. Keizer/J. Veerman/D. Plat/D. v.d. Horst/C. Smit/H. Hollestelle]
4. Oh, my darling [J. Tuijp/J. Keizer/J. Veerman/D. Plat/D. v.d. Horst/C. Smit/H. Hollestelle]
5. Iedereen heeft zo z'n dromen [J. Tuijp/J. Keizer/J. Veerman/D. Plat/D. v.d. Horst/C. Smit/H. Hollestelle]
6. Christmas [J. Tuijp/J. Keizer/J. Veerman/D. Plat/D. v.d. Horst/C. Smit/H. Hollestelle]
7. Silent night [F.X. Gruber/J. Mohr/Adapted by J. Tuijp/J. Keizer/J. Veerman/D. Plat/D. v.d. Horst/C. Smit/H. Hollestelle]
8. What a funny Christmas [J. Tuijp/J. Keizer/J. Veerman/D. Plat/D. v.d. Horst/C. Smit/H. Hollestelle]
9. I will lend you a hand [J. Tuijp/J. Keizer/J. Veerman/D. Plat/D. v.d. Horst/C. Smit/H. Hollestelle]
10. little town of Bethlehem [P. Brooks/L. Redner/Adapted by J. Tuijp/J. Keizer/J. Veerman/D. Plat/D. v.d. Horst/C. Smit/H. Hollestelle]
11. Nu sijth wellecome (instrumental) [Trad./Adapted by J. Tuijp/J. Keizer/J. Veerman/D. Plat/D. v.d. Horst/C. Smit/H. Hollestelle]